# Alexandra Soumm
Alexandra Soumm (Mosca, 17 maggio 1989) è una violinista francese di origini russe, vincitrice dell'Eurovision Young Musicians 2004.

## Biografia
Soumm proviene da una famiglia di musicisti. Suo padre e suo nonno erano violinisti ucraini e sua madre era una pianista russa. È cresciuta a Montpellier, in Francia, e vive a Parigi.

### Formazione
Dal 2000 al 2008 ha frequentato un corso di preparazione all'Università di Graz. Ha studiato all'Università di Musica e Arti della Città di Vienna con Boris Kuschnir.

### Carriera
Nel 2002 ha vinto il concorso Fidelio per violini dell'Università di Musica e Arti della Città di Vienna. Ha vinto l'Eurovision Young Musicians 2004 rappresentando l'Austria a Lucerna, Svizzera. È stata membro del programma BBC Radio 3 New Generation Artists durante la stagione 2010-2012. Si è esibita da solista con la London Philharmonic, la BBC London, la NKK Tokio, l'Orchestra Nazionale Danese, la Münchner Symphoniker, la Baltimore Symphony e l'Orchestre de Paris. Si è esibita con molti direttori tra cui Rafael Frühbeck de Burgos, Herbert Blomstedt, Osmo Vänskä, Marin Alsop e Seiji Ozawa.
Soumm ha partecipato ad eventi con giovani musicisti, come l'Ilumina Festival in Brasile. Nel 2012 ha creato l'organizzazione Esperanz'Arts con la violista Maria Mosconi e la pianista Paloma Kouider. Nel 2019 contava un centinaio di soci, e ha collaborato con ospedali, carceri, scuole.